# Расколотое небо (фильм, 2006)
«Расколотое небо» (исп. El cielo dividido) — гомоэротическая драма 2006 года мексиканского сценариста и режиссёра Хулиана Эрнандеса о романтических отношениях двух студентов университета.

## Сюжет
Фильм начинается с цитаты писателя и режиссёра Маргарит Дюрас: «Настанет время, когда мы не будем знать, что нас объединяет. Мало-помалу само название изгладится из нашей памяти, а затем полностью исчезнет».
Чувствительный Херардо любит Хонаса, и некоторое время они счастливы вместе. Но ослеплённый мимолётной встречей с незнакомцем на дискотеке, Хонас пытается забыть Эрардо, который с разбитым сердцем находит утешение в объятиях Серхио, другой чувствительной души. Но привязанность Хонаса к Эрардо слишком сильна, чтобы разорвать отношения полностью. На протяжении почти двух с половиной часов парни болезненно ищут обратный путь к сердцу друг друга.

## В ролях
| Актёр              | Роль    |
| ------------------ | ------- |
| Мигель Анхель Оппе | Херардо |
| Фернандо Арройо    | Хонас   |
| Алехандро Рохо     | Серхио  |
| Игнасио Переда     | Бруно   |
| Клаудия Арагон     | Эмилия  |
| Клариса Рендон     | Мария   |

## Художественные особенности
В фильме минимум диалогов. Движением камеры режиссёр передаёт зрителю ощущение широко открытых пространств кампуса колледжа, стадиона или замкнутую вселенную спален, ванных комнат, безвоздушного клуба.

## Отзывы критиков
Дон Уиллмот с «Filmcritic.com»:

Это де-факто немое кино плюс тот факт, что фильм длится 2 часа 20 минут — всё это делает его настоящим раритетом, но картина не без проблем: у гетеросексуальной аудитории, в частности, может не хватить терпения наблюдать на экране частые и откровенные сексуальные сцены, большинству зрителей они не интересны. Тем не менее фильм стоит потраченного на него времени. 